# Aubry-du-Hainaut
Aubry-du-Hainaut település Franciaországban, Nord megyében. Lakosainak száma 1715 fő (2022. január 1.). Aubry-du-Hainaut Raismes, La Sentinelle, Hérin, Petite-Forêt és Bellaing községekkel határos.

## Népesség
A település népességének változása:
| Lakosok száma | 1452 | 1623 | 1667 | 1679 | 1706 | 1705 | 1720 | 1726 | 1715 |
|               | 2013 | 2015 | 2016 | 2017 | 2018 | 2019 | 2020 | 2021 | 2022 |